# Pterospermum acerifolium
Pterospermum acerifolium  es una especie de planta fanerógama perteneciente a la familia de las malváceas que es originaria del sudeste de Asia, desde la India hasta Birmania.

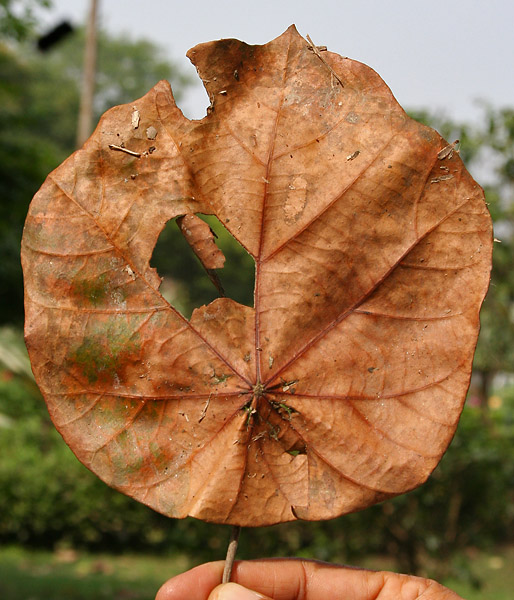
Detalle de la hoja.

## Distribución y hábitat
Es lo más probable que crezca de forma natural a lo largo de las riberas boscosas. Las mejores condiciones de crecimiento son un clima seco y luego estacionalmente húmedo, con acceso a la plena luz del sol. Es una angiosperma que tradicionalmente se incluye en la familia Sterculiaceae; sin embargo, se agrupa en la familia Malvaceae ampliada.   Es relativamente un gran árbol, que crece hasta los treinta metros de altura. Mayormente es plantado como árbol ornamental o de sombra, las hojas, las flores, y la madera del árbol puede servir a una variedad de funciones.

## Descripción

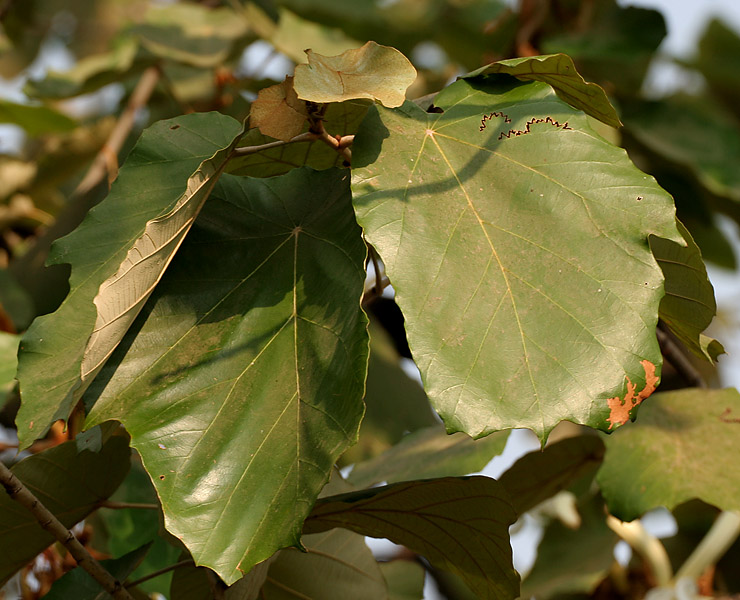
Hojas en Hyderabad (India).

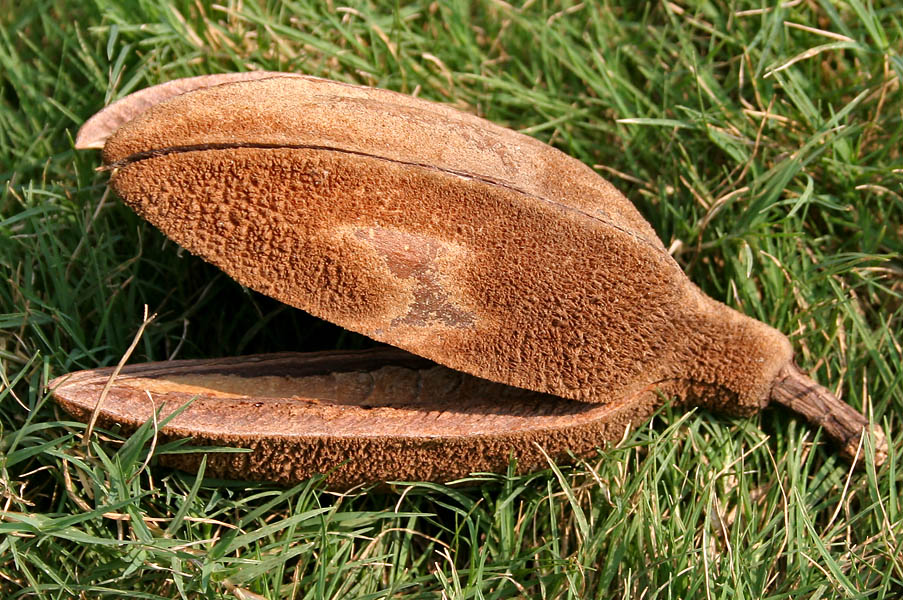
Fruto.

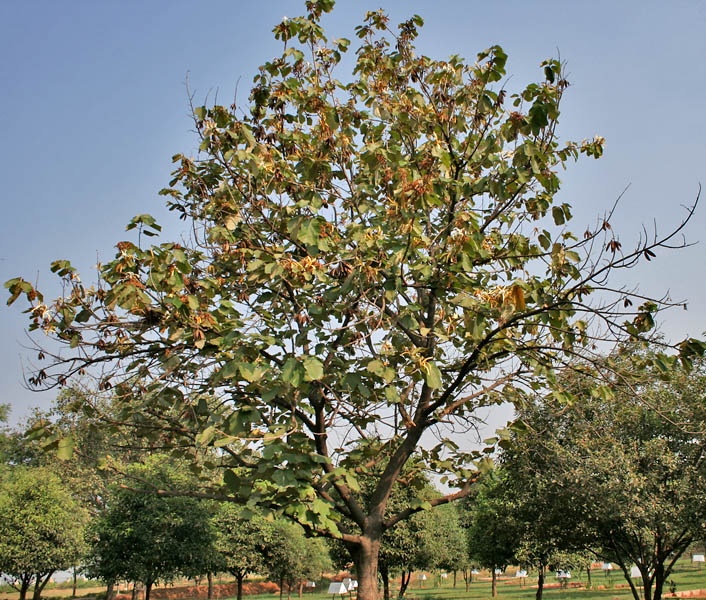
Vista del árbol.

Las hojas del árbol son palmeadas de crucería y tienen estípulas. Las hojas crecen alternas. La forma de la hoja puede variar entre oblonga, ampliamente obovadas a ovadas. Los bordes de las hojas son comúnmente dentados o irregularmente lobulados. Muchas hojas tienden a inclinarse hacia abajo, dando el árbol la apariencia de que está marchito, cuando en realidad podría tener una cantidad suficiente de agua disponible. La parte superior de las hojas es de color verde oscuro con una textura glabrescente. Las hojas son ásperas y elásticas para limitar la pérdida de humedad en un clima caliente. El lado inferior de las hojas va desde un color de plata para la oxidación y son pubescente. La corteza del árbol es de color gris y se considera que es bastante suave. Las pequeñas ramitas y un nuevo crecimiento a veces pueden parecer plumas y son comúnmente de un color marrón oxidado. Las hojas tienen una base de hoja peltada, lo que significa que la inserción del pecíolo está en el centro de la hoja.

## Reproducción

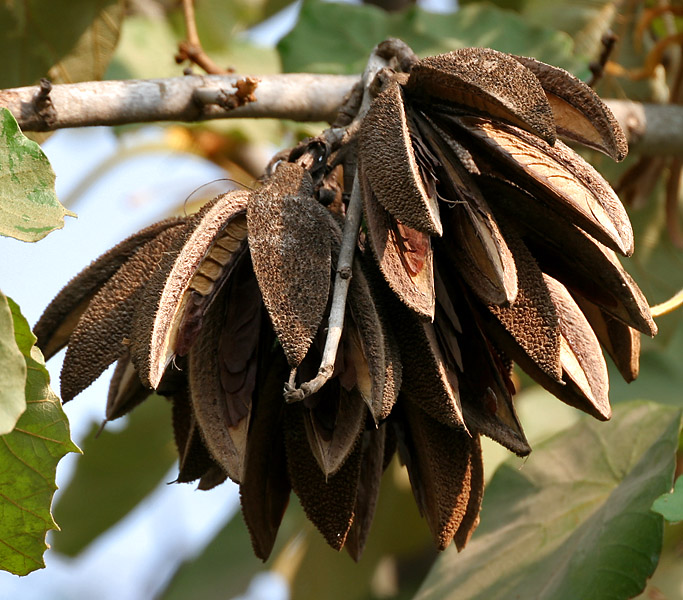
Fruta.

El árbol produce flores grandes y blancas en forma de dedo en la primavera. Las flores comienzan como un largo brote, luego se separan en cinco sépalos más delgados a medida que maduran. Cada sépalo puede ser de hasta 10 cm de largo. Los sépalos de la flor se enroscan hacia el exterior y  todo el estambre blanco y oro está ubicado en el centro. Las flores son nocturnas y excepcionalmente fragantes, lo que sugiere que atraen a las polillas para la polinización. Las flores polinizadas con éxito producen un fruto en forma de una cápsula dura. La fruta tiene una textura muy áspera y algunas veces está cubierto de pelos marrones. Las frutas pueden tomar mucho tiempo para completamente su maduración; hasta un año entero. La cápsula se divide abriéndose liberando una enorme cantidad de "semillas aladas." Debido a que toma un período tan largo de reproducción, parece que el árbol  puede estar fuera de competencia con otras plantas de crecimiento más rápido. No se encuentra ampliamente distribuida o común en ambientes naturales, pero es una planta popular en jardines y paisajismo.

## Usos
Las hojas maduras son muy grandes, alcanzando una longitud y anchura de hasta treinta y cinco centímetros. Pueden ser utilizados como platos para  la cena o como embalaje y almacenamiento envolviendo materiales dentro. Las hojas también pueden servir como un método primitivo de techos al implementar la prevención de fugas. El envés pubescente  de la superficie de las hojas se dice que sirve para detener el sangrado y se puede utilizar como yesca como un medio de provocar incendios. Las flores del árbol pueden tener un perfume agradable e incluso puede mantener alejados a los insectos. Las flores también proporcionan una serie de usos medicinales. Un tónico eficaz se puede preparar, además de ser utilizado como una cura para la inflamación, úlceras, problemas de la sangre, e incluso tumores. La madera rojiza  se puede utilizar para el tablaje. Debido a que la madera es blanda, no se considera que es muy fuerte. Sin embargo, es increíblemente resistente y algo flexible, por lo que es perfecto para el tablaje y cajas de madera. El Árbol incluso tiene una función cultural ya que personas hindúes locales emplean la planta para fines religiosos.

## Taxonomía
Pterospermum acerifolium fue descrita por (L.) Willd. y publicado en Species Plantarum. Editio quarta 3(1): 729. 1800.
Etimología
Pterospermum: nombre genérico que deriva de dos palabras griegas, pteron y sperma, que significa "semilla alada."
acerifolium: epíteto latíno que significa "con las hojas de Acer.
Sinonimia
- Cavanilla acerifolia (L.) J.F.Gmel.
- Dombeya acerifolia (L.) Gaertn.
- Pentapetes acerifolia L.
- Pterospermadendron acerifolium (L.) Kuntze[2]